# Sepulcre

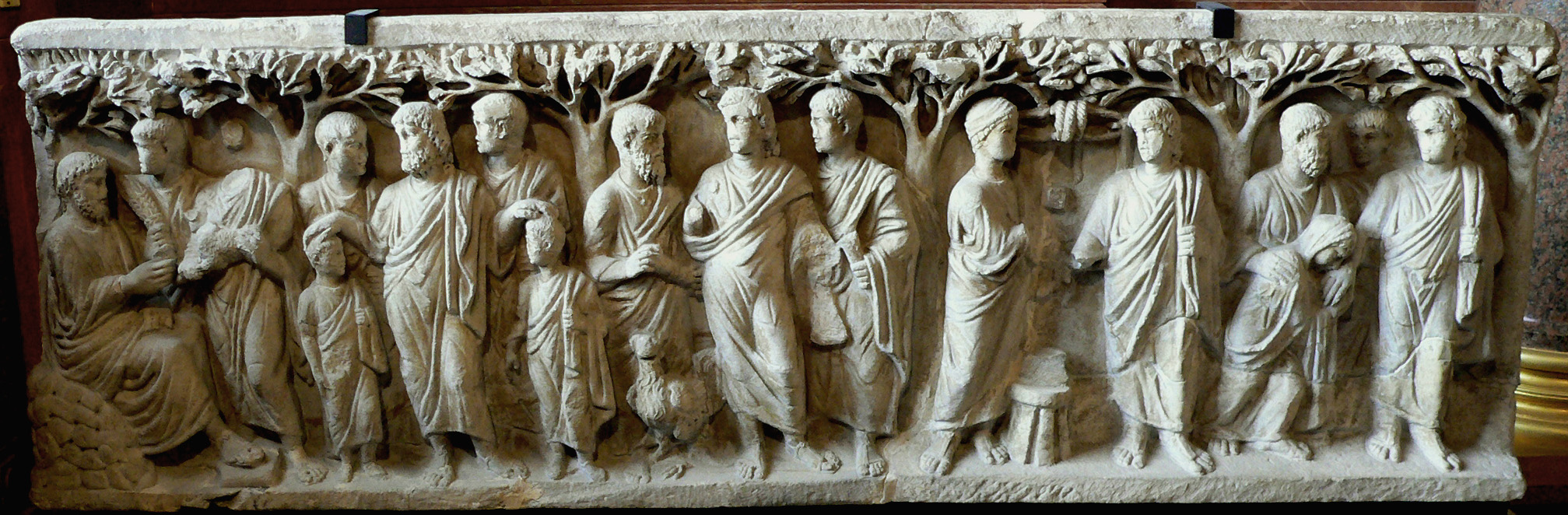
Sepulcre cristià de la primera meitat del segle IV

Sepulcre és l'obra que es construeix per donar sepultura a una persona, generalment en pedra i elevada respecte del terra.
Des de la pau de Constantí I el Gran es van fer comuns els cementiris a l'aire lliure, tancats amb murs als afores de les poblacions i al costat d'una església o basílica. Consistien els sepulcres en caixes d'una o diverses peces o en nínxols formats amb material de maçoneria i coberts amb una llosa, que se situaven al mur del cementiri o sota terra. Els més sumptuosos es col·locaven exempts sobre un pedestal, o adherits al mur exterior de l'església i es disposaven en forma de caixa o pila rectangular de marbre, ricament esculpida a la seva cara frontal exterior, i algunes vegades també en els laterals, amb símbols cristians i temes bíblics, costum que ja s'havia introduït a les catacumbes pels volts del segle iii, i que va ser més comú amb la pau constantiniana.
Amb freqüència, figuren entre els relleus alguns motius arquitectònics en els quals s'adverteix l'estil romà de l'època de decadència. Quan s'esculpien poques figures, era freqüent omplir els espais intermedis amb l'ornament dels estrígiles o estries corbes en S (inversa o recta), copiat dels sarcòfags pagans. Des de finals del segle v va cessar a Roma el costum d'esculpir figures als sepulcres, limitant-se l'ornamentació a símbols cristians i dibuixos diferents. Al Regne Visigòtic de Toledo seguia encara al segle vii. També es disposaven els sepulcres amb obra de fàbrica sobre el terra en forma semblant als loculi de les catacumbes, semblant lleixes de biblioteques.
Els sepulcres tenien sempre plana la seva coberta als primers segles, però des del segle v va començar a usar-se arquejada i a partir del segle viii, es va disposar com una teulada a dues aigües o vessants. Alguns dels esmentats sepulcres estaven interiorment dividits en compartiments per contenir-ne dos o més difunts, anomenant-se bisomos o trisomos, etc., com consta per inscripcions i, de vegades, el revelen les figures o retrats dels personatges allà dipositats, esculpides en relleu sobre una cara del sepulcre. Igual pràctica van seguir els gentils abans dels cristians.
Són cèlebres pels seus bonics relleus els que s'exhibeixen al Vaticà i en altres llocs de Roma, així com els d'Arle (França) i les antigues esglésies de Ravenna (Itàlia), entre d'altres. Al cementiri de Pisa (Piazza dei Miracoli) van ser recopilats al llarg dels segles gairebé un centenar.